# Secretaría General de las Naciones Unidas
La Secretaría General de las Naciones Unidas es el órgano administrativo cuyo titular es la máxima representación diplomática de las Naciones Unidas. Entre sus competencias se encuentra la de convocar el Consejo de Seguridad, la Asamblea General, el Consejo Económico y Social y otros organismos de la ONU. La Carta de las Naciones Unidas declara que quienes trabajen en esta deben asegurar «el más alto grado de eficiencia, competencia e integridad» tratando que exista la más amplia representación geográfica.
El secretario general preside, asimismo, el Consejo Ejecutivo (United Nations System Chief Executives Board for Coordination (CEB)), que reúne bianualmente a los jefes ejecutivos de todos los fondos, programas y agencias de las Naciones Unidas.

## Elección
El secretario general es nombrado por la Asamblea General a recomendación del Consejo de Seguridad.
Su mandato tiene una duración de cinco años pudiendo ser reelegido al finalizar este. Está asistido por múltiples colaboradores en todo el mundo y entre sus obligaciones se encuentran la ayuda a la resolución de conflictos internacionales, administrar operaciones en pro del mantenimiento de la paz, organizar conferencias internacionales y reunir información en la implementación de medidas tomadas por el Consejo de Seguridad. 
En 2021 se reeligió al portugués António Guterres como secretario general de Naciones Unidas para el periodo 2022-2026

## Funciones
De acuerdo con la Carta, el secretario general es el «director administrativo» («chief administrative officer») de la organización, encargado de las labores propias de dicho cargo, además de cualquier otra función que se le encomienda los distintos órganos de las Naciones Unidas. Entre las funciones del cargo se encuentran las de «someter a la consideración del Consejo de Seguridad cualquier asunto que, según su criterio, podría amenazar el mantenimiento de la paz y seguridad internacional.»
Debe, asimismo, «...velar por los valores y la autoridad moral de la Naciones Unidas y debe hablar por, y actuar en pro de, la paz, aun a riesgo de desafiar o estar en desacuerdo con, los propios Miembros Estados».

## Secretarios generales
| N.º | Imagen | Secretario general                  | Periodo                                         | País de origen          | Grupo Regional ONU                        | Motivo del retiro | Ref.   |
| --- | --- | ----------------------------------- | ----------------------------------------------- | ----------------------- | ----------------------------------------- | --- | ------ |
| –   | | Gladwyn Jebb (1900-1996)            | 24 de octubre de 1945-1 de febrero de 1946      | Reino Unido             | Europa Occidental y Otros                 | Fue elegido provisoriamente hasta la elección del primer secretario general                                                                                 | [ 2 ]  |
| –   | Tras la Segunda Guerra Mundial, se desempeñó como secretario ejecutivo de la Comisión Preparatoria de las Naciones Unidas en agosto de 1945, siendo nombrado secretario general de las Naciones Unidas entre octubre de 1945 y febrero de 1946 hasta el nombramiento del primer secretario general, Trygve Lie. |                                     |                                                 |                         |                                           | |        |
| 1   | | Trygve Lie (1896-1968)              | 2 de febrero de 1946-10 de noviembre de 1952    | Noruega                 | Europa Occidental y Otros                 | Renunció | [ 3 ]  |
| 1   | Lie, ministro de Relaciones Exteriores de Noruega y exdirigente sindical, fue recomendado por la Unión Soviética para ocupar el puesto. Después de la participación de la ONU en la guerra de Corea, la Unión Soviética vetó su reelección en 1951. Sin embargo, Estados Unidos eludió el veto soviético, y Lie fue reelegido por una votación de 46 a 5, con ocho abstenciones. La Unión Soviética seguía siendo hostil a Lie y renunció en 1952. |                                     |                                                 |                         |                                           | |        |
| 2   | | Dag Hammarskjöld (1905-1961)        | 10 de abril de 1953-18 de septiembre de 1961    | Suecia                  | Europa Occidental y Otros                 | Murió en un accidente de avión en Rodesia del Norte (ahora Zambia), durante una misión de paz en el Congo (Accidente del DC-6 de Naciones Unidas en Ndola). | [ 5 ]  |
| 2   | Luego de que una serie de candidatos fueran vetados, el consejero del gabinete de Suecia, Dag Hammarskjöld, surgió como una opción aceptable para el Consejo de Seguridad. Hammarskjöld fue reelegido por unanimidad para un segundo mandato en 1957. La Unión Soviética estaba encolerizada por el liderazgo de Hammarskjöld de las Naciones Unidas durante la Crisis del Congo y sugirió que el puesto de secretario general deba ser sustituida por un Triunvirato. Frente a la oposición de las naciones occidentales, la Unión Soviética dejó su sugerencia. Hammarskjöld falleció en un accidente de avión en Rodesia del Norte (ahora Zambia) en 1961. |                                     |                                                 |                         |                                           | |        |
| 3   | | U Thant (1909-1974)                 | 30 de noviembre de 1961-31 de diciembre de 1971 | Birmania                | Asia-Pacífico                             | Se negó a presentarse a una tercera elección. | [ 8 ]  |
| 3   | En el proceso de sustitución de Hammarskjöld, los países desarrollados insistieron en que el nuevo secretario general no debía ser un europeo o un americano. Entonces el embajador de Birmania ante la ONU, U Thant, fue nominado. Sin embargo, debido a la oposición de Francia (Thant había presidido una Comisión sobre la Independencia de Argelia) y los árabes (Birmania apoyaba a Israel), Thant fue designado solamente para terminar el mandato de Hammarskjöld, siendo el primer secretario general asiático y el primero de un país en vías de desarrollo. Al año siguiente, el 30 de noviembre de 1962, Thant fue reelegido por unanimidad para un nuevo periodo hasta el 3 de noviembre de 1966. Fue reelegido el 2 de diciembre de 1966, finalmente para un mandato completo de 5 años, que terminaría el 31 de diciembre de 1971. Thant no buscó una tercera elección. |                                     |                                                 |                         |                                           | |        |
| 4   | | Kurt Waldheim (1918-2007)           | 1 de enero de 1972-31 de diciembre de 1981      | Austria                 | Europa Occidental y Otros                 | China vetó su tercer mandato. | [ 9 ]  |
| 4   | El exmilitar Waldheim, embajador de Austria ante la ONU y excandidato presidencial, lanzó una campaña discreta pero efectiva para convertirse en el secretario general. A pesar del veto inicial de China y del Reino Unido, en la tercera ronda, Waldheim fue seleccionado para convertirse en el nuevo secretario general. En 1976, China bloqueó inicialmente su reelección, pero cedió en la segunda ronda. En 1981, la reelección para un tercer mandato fue bloqueada por China, que vetó su selección a través de 15 rondas. A mediados de 1980 se reveló que, luego de la Segunda Guerra Mundial, la Comisión de Crímenes de Guerra de las Naciones Unidas había etiquetado a Waldheim como presunto criminal de guerra, basado en su relación con la Wehrmacht Heer, el ejército de la Alemania Nazi. Los archivos habían sido almacenados en el archivo de la ONU.           |                                     |                                                 |                         |                                           | |        |
| 5   | | Javier Pérez de Cuéllar (1920-2020) | 1 de enero de 1982-31 de diciembre de 1991      | Perú                    | América Latina y el Caribe                | Inhabilitado a un tercer mandato | [ 10 ] |
| 5   | Pérez de Cuéllar, exsubsecretario general y embajador de Perú en diversos países, fue seleccionado después de un estancamiento de cinco semanas entre la reelección del candidato Waldheim y del candidato impulsado por China, el presidente de la Asamblea General, el tanzano Salim Ahmed Salim, que contaba además con el apoyo de la Organización de la Unidad Africana y el Movimiento de Países No Alineados. Pérez de Cuéllar, un diplomático peruano, era un candidato de compromiso y se convirtió en el primer secretario general de América. Fue reelegido por unanimidad en 1986. |                                     |                                                 |                         |                                           | |        |
| 6   | | Butros Butros-Ghali (1922-2016)     | 1 de enero de 1992-31 de diciembre de 1996      | Egipto                  | África                                    | Estados Unidos vetó su reelección. | [ 11 ] |
| 6   | Los 102 miembros del Movimiento de Países No Alineados insistieron en que el próximo secretario general debía ser de África. Con una mayoría en la Asamblea General y el apoyo de China, el movimiento tuvo los votos necesarios para bloquear a cualquier candidato desfavorable. El Consejo de Seguridad realizó cinco anónimos straw poll's —la primera vez en el Consejo— y el exministro de Relaciones Exteriores de Egipto, Butros Butros-Ghali, emergió con 11 votos en la quinta votación. En 1996, Estados Unidos vetó su reelección, afirmando que había fallado en implementar las reformas necesarias en la ONU. |                                     |                                                 |                         |                                           | |        |
| 7   | | Kofi Annan (1938-2018)              | 1 de enero de 1997-31 de diciembre de 2006      | Ghana                   | África                                    | Inhabilitado a un tercer mandato | [ 12 ] |
| 7   | El 13 de diciembre de 1996, el Consejo de Seguridad recomendó al subsecretario general, Kofi Annan, para el cargo. Fue confirmado cuatro días más tarde por la Asamblea General. Inició su segundo mandato como secretario general el 1 de enero de 2002. |                                     |                                                 |                         |                                           | |        |
| 8   | | Ban Ki-moon (n. 1944)               | 1 de enero de 2007-31 de diciembre de 2016      | Corea del Sur           | Asia-Pacífico                             | Inhabilitado a un tercer mandato | [ 16 ] |
| 8   | Ban se convirtió en el segundo asiático en ser elegido como secretario general. Por unanimidad fue elegido para un segundo mandato por la Asamblea General el 21 de junio de 2011, el cual comenzó el 1 de enero de 2012. Antes de su selección, fue ministro de Relaciones Exteriores de la República de Corea desde enero de 2004 a noviembre de 2006. |                                     |                                                 |                         |                                           | |        |
| 9   | | António Guterres (n. 1949)          | 1 de enero de 2017-31 de diciembre de 2021      | Portugal Timor Oriental | Europa Occidental y Otros y Asia-Pacífico | Estará en el cargo hasta el 31 de diciembre de 2026 | [ 18 ] |
| 9   | A pesar de que algunos miembros impulsaban la idea de que el próximo secretario general debía ser una mujer, el portugués António Guterres se convirtió en el cuarto europeo en ser elegido como secretario general, el primero desde 1981. Previamente fue primer ministro de Portugal (1995-2002) y Alto Comisionado de la ONU para los Refugiados (2005-2015). Por aclamación de la Asamblea General, fue elegido para su primer mandato del 1 de enero de 2017 al 31 de diciembre de 2021. Fue reelegido para un segundo mandato el 18 de junio de 2021.Desde agosto de 2024, Guterres también tiene la ciudadanía de Timor Oriental. |                                     |                                                 |                         |                                           | |        |
| 10  | | António Guterres (n. 1949)          | 31 de agosto de 2024                            | Portugal Timor Oriental | Europa Occidental y Otros y Asia-Pacífico | Estará en el cargo hasta el 31 de diciembre de 2026 |        |